# Pachybrachis confusus
Pachybrachis confusus är en skalbaggsart som beskrevs av Bowditch 1909. Pachybrachis confusus ingår i släktet Pachybrachis och familjen bladbaggar. Inga underarter finns listade i Catalogue of Life.